# قائمة زملاء الجمعية الملكية المنتخبين في 1938
هذه الصفحة تعرض قائمة زملاء الجمعية الملكية المُنتخبين لعام 1938.None

## الزملاء
- William Ewart Gye [الإنجليزية]‏
- Basil Schonland [الإنجليزية]‏
- John Jackson (astronomer) [الإنجليزية]‏
- James Ernest Richey [الإنجليزية]‏
- Robert Mond [الإنجليزية]‏
- هربرت هنري ولارد
- جيمس ويلفريد كوك [الإنجليزية]‏
- Frank Sturdy Sinnatt [الإنجليزية]‏
- Frederick Stratten Russell [الإنجليزية]‏
- سيسيل إدغار تيلي

## الأعضاء الأجانب
- جون جاكوب أبيل